# سنمة (شجرة)

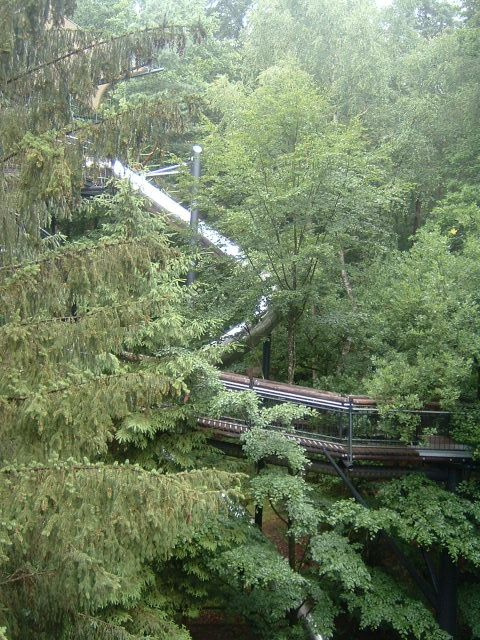
المسار على طول سنام الأشجار

السَّنَمة تصف قمة الشجرة وتكون عادة أرفع جزء فيها. يتكون من نهاية الجذع وعادة ما يكون مغطى والأغصان والأوراق أو بالإبر.

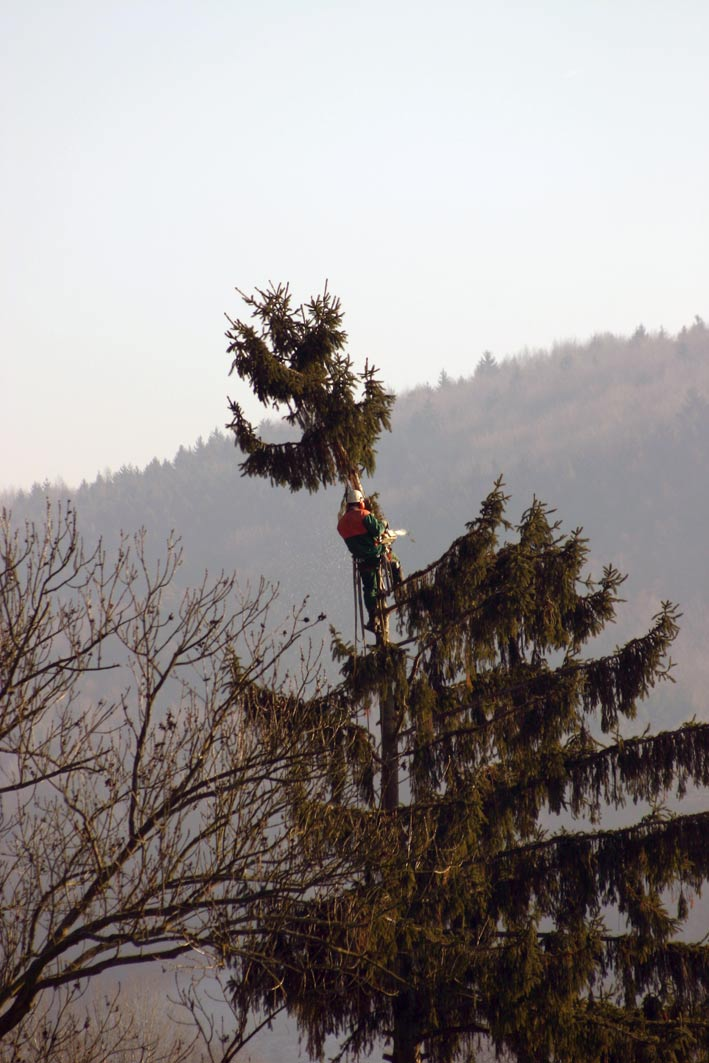
إزالة السنمة